# Castillo de Össjö
El Castillo de Össjö (en sueco: Össjö gård) es una mansión en el municipio de Ängelholm en Escania, Suecia. La finca se sitúa aproximadamente a 10 km al este de Ängelholm. La mansión, una estructura de piedra de dos pisos en Estilo Imperio, fue construida entre 1814-1815 por Adolf Fredrik Tornérhielm. El área de la propiedad es de 1400 hectáreas y cubre tanto cultivos como bosques.